# Rhantus leuser
Rhantus leuser är en skalbaggsart som beskrevs av Michael Balke 1998. Rhantus leuser ingår i släktet Rhantus och familjen dykare. Inga underarter finns listade i Catalogue of Life.